# Região Geográfica Intermediária de Rondonópolis
A Região Geográfica Intermediária de Rondonópolis é uma das cinco regiões intermediárias do estado brasileiro de Mato Grosso e uma das 134 regiões intermediárias do Brasil, criadas pelo Instituto Brasileiro de Geografia e Estatística (IBGE) em 2017. É composta por 18 municípios, distribuídos em três regiões geográficas imediatas.
Sua população total estimada pelo Instituto Brasileiro de Geografia e Estatística (IBGE) para 1º de julho de 2018 é de 480 906 habitantes, distribuídos em uma área total de 85 022,630 km².
Rondonópolis é o município mais populoso da região intermediária, com 228 857 habitantes, de acordo com estimativas de 2018 do Instituto Brasileiro de Geografia e Estatística (IBGE).

## Regiões geográficas imediatas
| Região geográfica imediata                       | Municípios | População Estimativa 2018 | Área (km²) |
| ------------------------------------------------ | --- | ------------------------- | ---------- |
| Região Geográfica Imediata de Rondonópolis       | Alto Araguaia Alto Garças Alto Taquari Araguainha Guiratinga Itiquira Pedra Preta Rondonópolis São José do Povo Tesouro | 324 402                   | 38 568,524 |
| Região Geográfica Imediata de Primavera do Leste | Paranatinga Poxoréu Primavera do Leste Santo Antônio do Leste                                                           | 104 728                   | 39 923,232 |
| Região Geográfica Imediata de Jaciara            | Dom Aquino Jaciara Juscimeira São Pedro da Cipa                                                                         | 51 776                    | 6 530,874  |
| Total                                            | 18 | 480 906                   | 85 022,630 |